# Binz (település)
Binz település Németországban, Mecklenburg-Elő-Pomeránia tartományban. Lakosainak száma 5590 fő (2023. december 31.). Binz Zirkow és Lancken-Granitz községekkel határos.

## Településrészei
Az Ostseebad Binz a következő részekből áll: Binz, Jagdschloss Granitz és Prora.

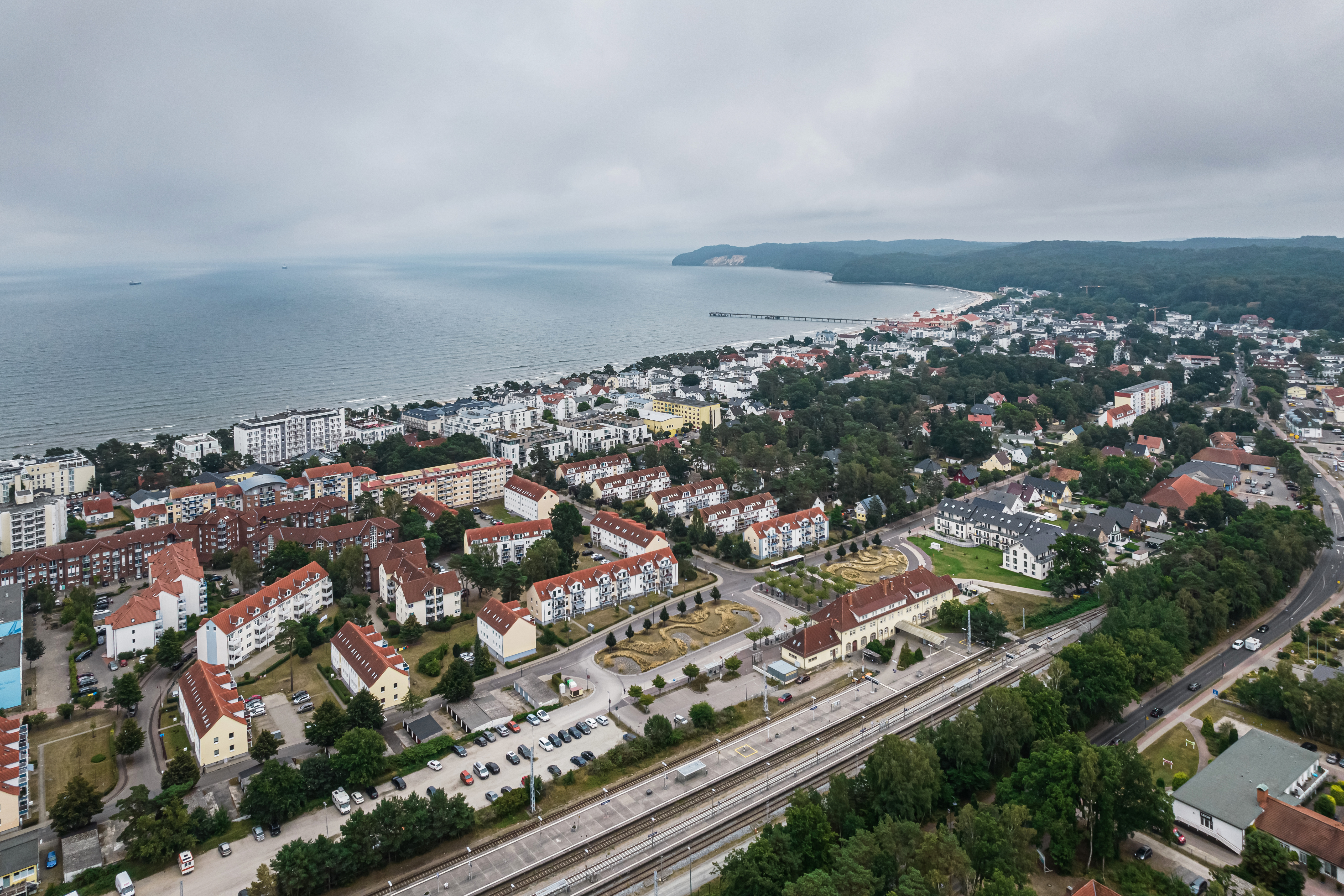
Binz
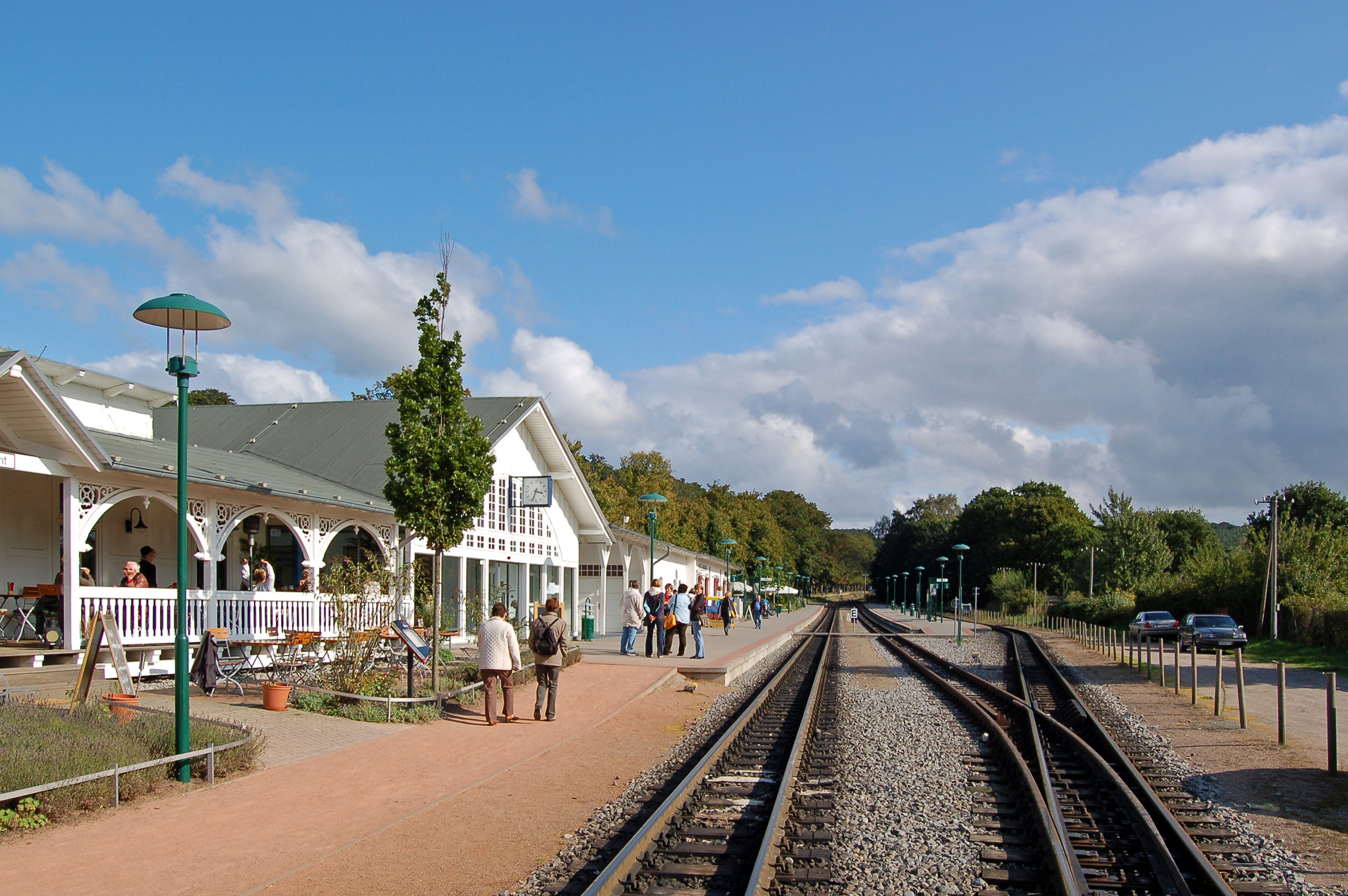
A binzi állomás
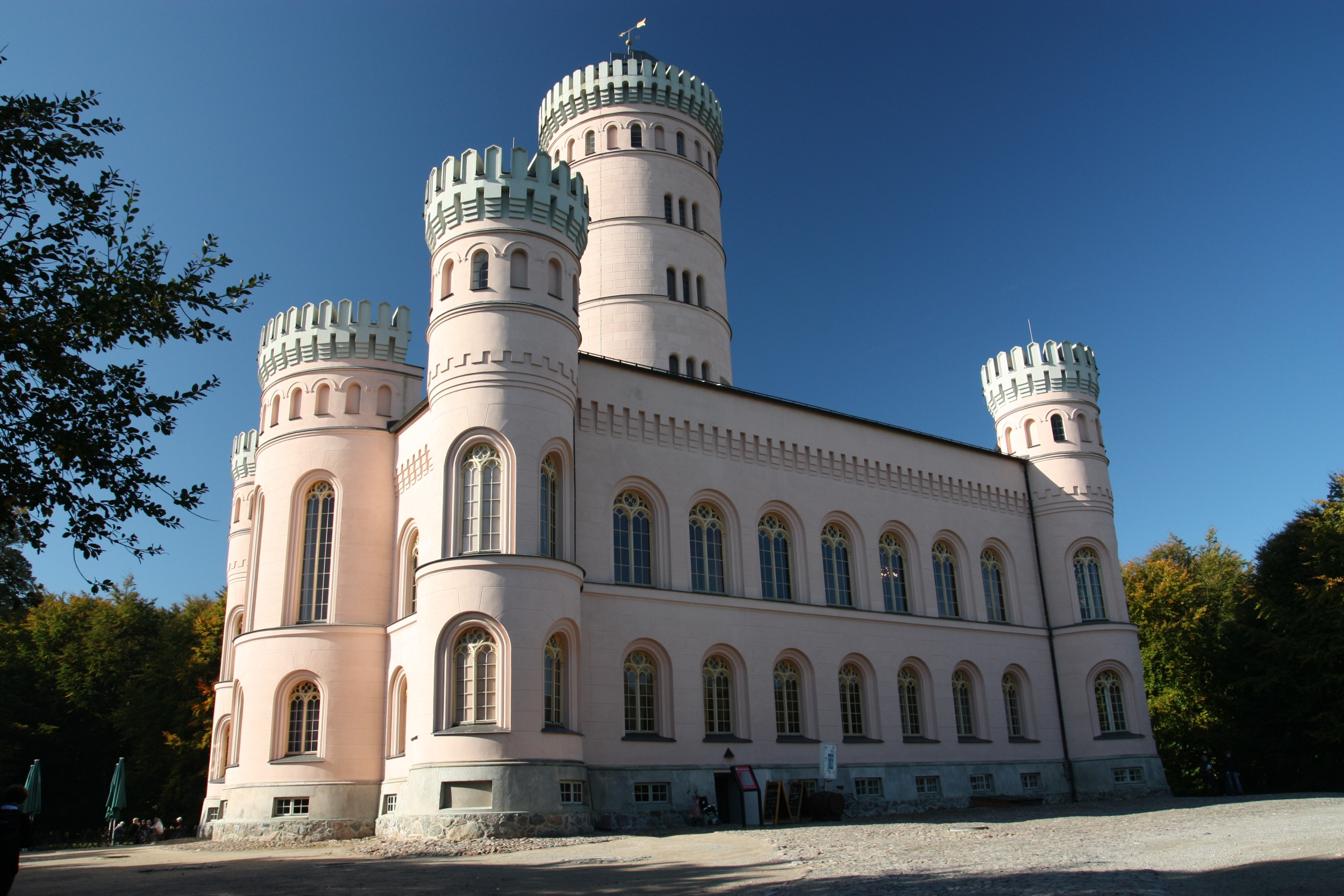
Granitz vadászkastély
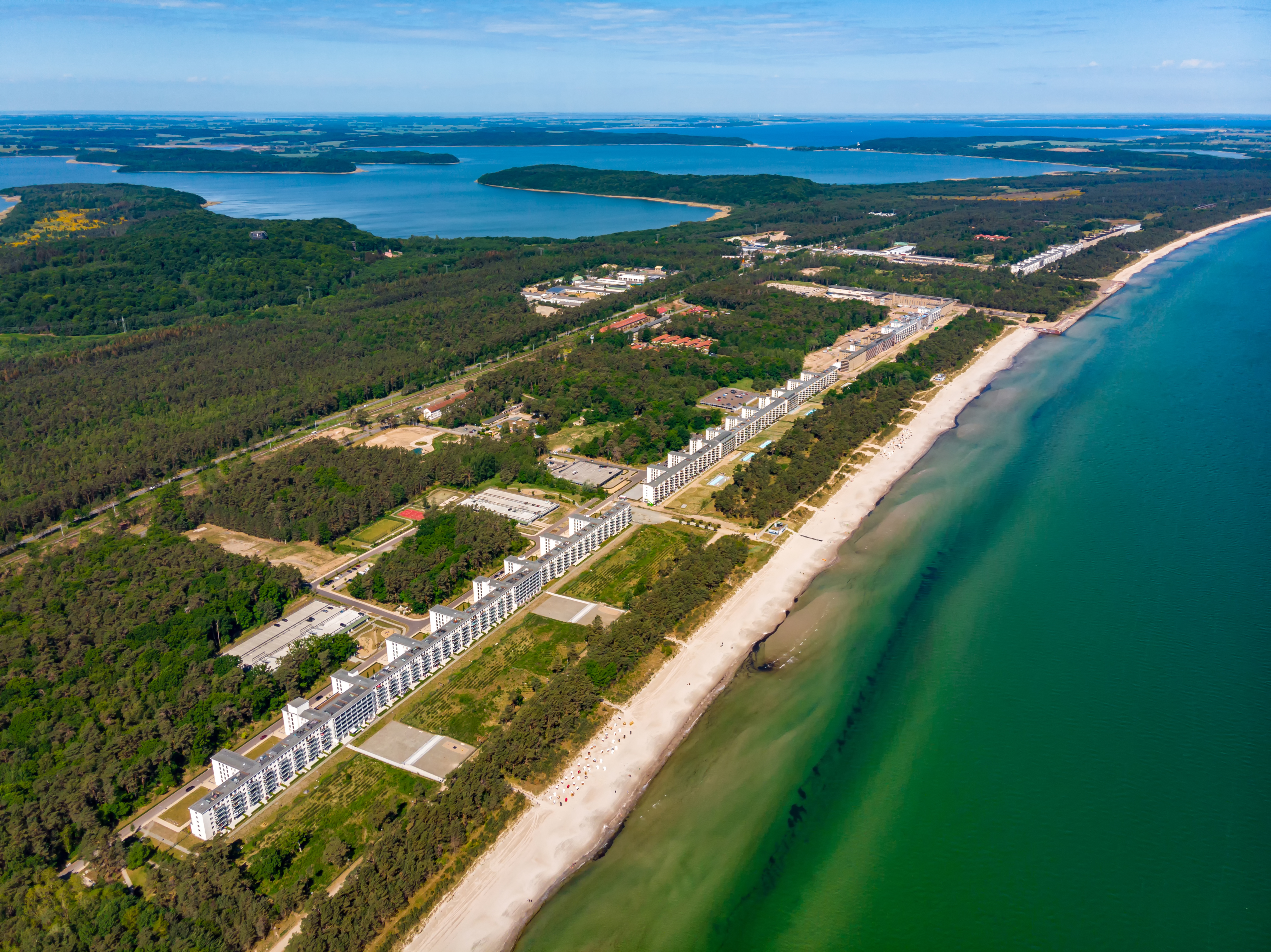
Prora
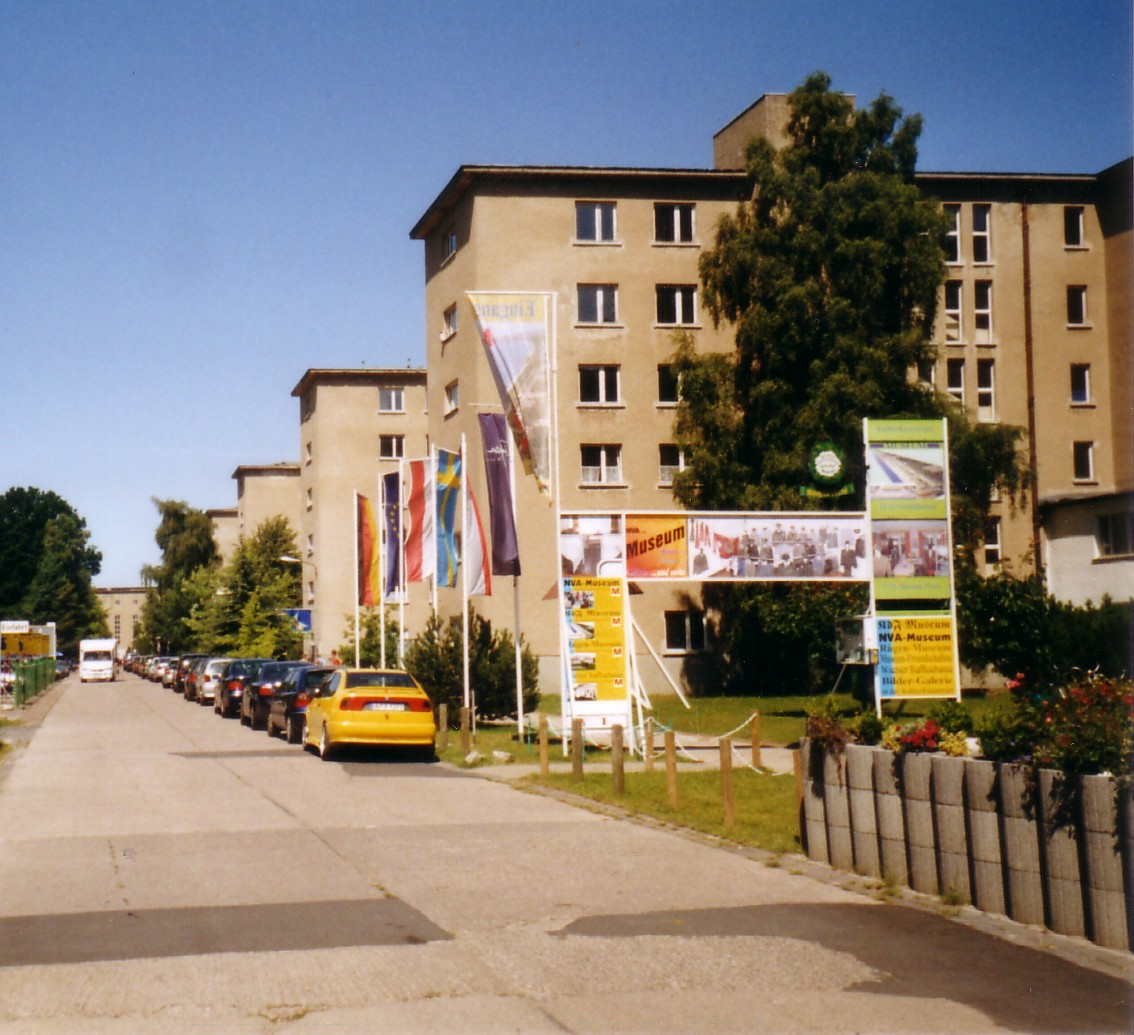
Prora 2004-ben

## Népesség
A település népességének változása:
| Lakosok száma | 5311 | 5397 | 5413 | 5545 | 5590 |
|               | 2017 | 2019 | 2021 | 2022 | 2023 |